# آزادگان روم باستان
برده‌های آزادشده روم باستان یا آزادگان روم باستان (انگلیسی: Ancient Roman freedmen) در برده‌داری در روم باستان از بردگان برای تولید و کار خانگی استفاده می‌کرد که توسط اربابان ثروتمندشان نظارت می‌شد. بردگان شهری و خانگی به ویژه می‌توانستند به سطوح بالای تحصیلات دست یابند و به عنوان عامل و نماینده امور و مالی اربابان خود عمل کنند. در قانون روم مجموعه‌ای از شیوه‌ها برای آزادی بردگان مورد اعتماد وجود داشت که به آنها شکل محدودی از تابعیت رومی یا حقوق لاتین اعطا می‌شد.